# A Single Man (2009)

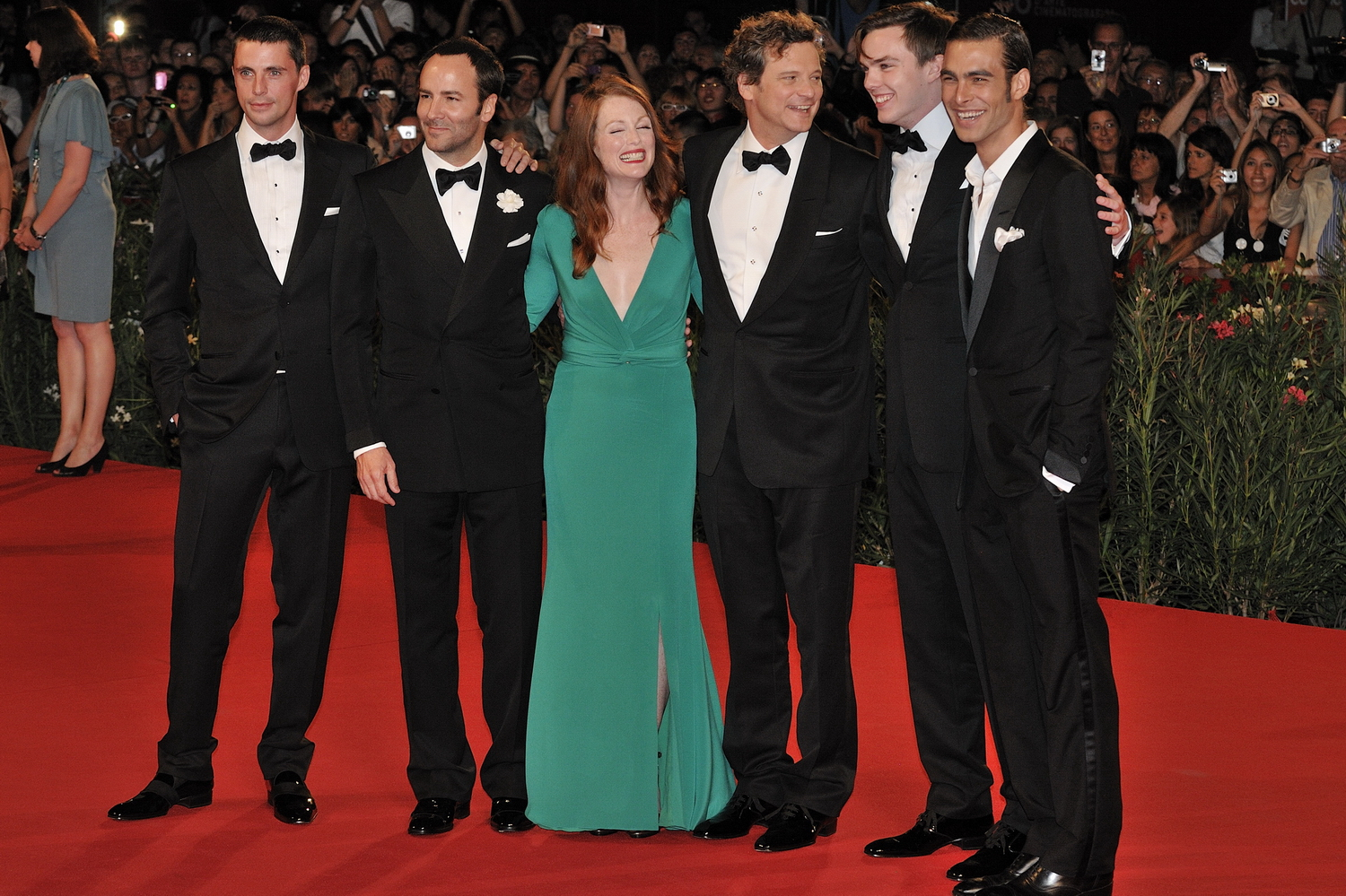
Acteurs van A Single Man.

A Single Man is een Amerikaanse film van Tom Ford uit 2009.
De film is het regiedebuut van de beroemde en succesvolle modeontwerper Tom Ford. Het is een verfilming van het gelijknamige boek van Christopher Isherwood. De hoofdrol wordt vertolkt door Colin Firth, die het verlies van zijn geliefde niet kan verwerken. De film speelt zich af in 1962, tegen de historische achtergrond van de nucleaire wapenwedloop. A Single Man is uitermate gestileerd, maar dit werd door de recensenten goed ontvangen. Onder meer hoofdrolspeler Colin Firth is voor zijn rol genomineerd voor een Golden Globe en een Oscar.

## Verhaal
Los Angeles, 1962. Na de dood van zijn partner Jim (Matthew Goode) wordt George Falconer (Colin Firth), een homoseksuele Britse professor, verteerd door verdriet. Hij leeft in het verleden, eenzaam maar bijgestaan door zijn beste vriendin  Charley (Julianne Moore) die zelf worstelt met haar vergane schoonheid. Net wanneer George besluit dat het leven geen zin meer heeft, ontmoet hij de jonge student Kenny (Nicholas Hoult).